# Vincenzo da Rimini
Vincenzo da Rimini (conosciuto anche come Magister Dominus Abbas de Arimino, L'abate Vincençio da Imola, Frate Vincenço; fl. XIV secolo) è stato un compositore italiano di epoca medievale, attivo durante la metà del Trecento.

## Biografia
I dettagli biografici riguardanti la vita di Vincenzo da Rimini sono circostanziali, sebbene si possa ritenere Rimini come probabile luogo di nascita e di lavoro del musicista. Fu raffigurato nel Codice Squarcialupi (manoscritto Med. Pal. 87 della Biblioteca Medicea Laurenziana di Firenze) come monaco benedettino e alcuni studiosi hanno ipotizzato che si trovasse presso il monastero benedettino di Regola tra il 1362 e il 1364, ma tale ipotesi non è stata confermata da prove sicure. Allusioni, nei testi delle sue opere, suggeriscono che avesse lavorato per le famiglie Alberti o Malatesta a Firenze.

### Carriera
Sei delle composizioni di Vincenzo sopravvivono ai giorni nostri: quattro sono madrigali e due sono cacce. Alcune forme stilistiche indicherebbero una più giovane età di Vincenzo da Rimini in relazione a Jacopo da Bologna (facendo più uso dell'imitazione nei madrigali di quanto non abbia fatto quest'ultimo) e una maggiore anzianità nei confronti di Lorenzo da Firenze e Donato da Cascia. Entrambe le sue cacce usano il nascente italiano con registri linguistici propri dell'Italia settentrionale di quell'epoca e raffigurano scene di mercato.

## Opere
Madrigali
(tutto a due voci)
- Ay, sconsolato ed amoroso
- Già era 'l sol
- Gridavan li pastor
- Ita se n'era a star

Cacce
(tutto a tre voci)
- In forma quasi tra 'l veghiar
- Nell'acqua chiara